# بنتورا پونس
بنتورا پونس (کاتالونیایی: Ventura Pons؛ ۲۵ ژوئیهٔ ۱۹۴۵ — ۸ ژانویهٔ ۲۰۲۴) کارگردان فیلم، فیلم‌نامه‌نویس، و کارگردان نمایش کاتالان اهل اسپانیا بود.
وی همچنین برندهٔ جوایزی همچون جایزه کرئو د سن ژردی شده‌است.